# Кан, Даниэль (певец)
Кан Даниэль (кор. 강다니엘; при рождении Кан Ый Гон (кор. 강의건); род. 10 декабря 1996 года, более известный мононимно как Даниэль) — южнокорейский певец, победитель второго сезона реалити-шоу «Produce 101» (англ. Produce 101). Является бывшим участником временного бойбенда Wanna One (2017—2019).
Сольный дебют состоялся 25 июля 2019 года с выходом мини-альбома Color on Me.

## Жизнь и карьера

### 1996—2016: Ранние годы и начинания в карьере
Кан Ый Гон родился 10 декабря 1996 года в Пусане, Южная Корея, был единственным ребёнком в семье. Он сменил своё имя, потому что родственникам оно давалось очень трудным в произношении, и стал Даниэлем. Позже, по совету учителя, стал заниматься танцами. На ток-шоу «Привет» признался, что в начальной школе подвергался остракизму со стороны сверстников из-за своего внешнего вида; Даниэль развивал свою страсть к танцам и это помогло заработать ему самоуважение. До своего появления в «Подготовке 101» он стажировался два года и один месяц, и был подписан как трейни B2M Entertainment, позже перешёл в MMO Entertainment. Его самым заметным появлением в период стажировки считают участие в телешоу «Её секретное оружие», где Даниэль исполнил сингл «Invitation» Ом Чон Хвы, а также был в подтанцовке для участниц Fiestar и Spica.

### 2017—2018: «Produce 101» и Wanna One
В 2017 году Даниэль стал представителем MMO Entertainment во втором сезоне реалити-шоу «Produce 101», по итогам которого финишировал первым и стал центром временной группы Wanna One.
Коллектив ожидал большой успех на корейском рынке, и Даниэль, как самый популярный участник, также начал свою деятельность на телевидении. 27 августа состоялась премьера пилотного эпизода телешоу «За пределами одеяла может быть опасно», и в 2018 году удостоился награды «Лучшего новичка» в категории развлекательных программ на MBC Entertainment Awards. Даниэль также появлялся на обложке Чосон ильбо, крупнейшей южнокорейской газеты. В октябре Кан появился на обложке модного издания InStyle, став первым мужским исполнителем за четырнадцатилетнюю историю журнала. Даниэль также стал участником шоу «Мастер-ключ», и в конце года одержал победу в номинации «Лучший новичок» на SBS Entertainment Awards.
В 2018 году Даниэль стал главной моделью в видеоклипе Davichi «너 없는 시간들 (Days Without You)». Вместе с одногруппниками Учжином и Чжэхваном стал частью специального юнита Triple Position, который одержал победу в номинации «Лучший юнит» на Mnet Asian Music Awards. Контракт с Wanna One завершился 31 декабря, однако Кан принял участие в прощальных концертах группы с 24 по 27 января 2019 года.

### 2019—настоящее время: Судебные тяжбы с LM Entertainment иColor on Me
31 января 2019 года стало известно, что Даниэль перейдёт к LM Entertainment после завершения его деятельности в Wanna One. 21 марта Кан подал заявление на прекращение его эксклюзивного контракта с агентством. Представитель заявил, что LM Entertainment подписали общие бизнес-контракты, которые продавали эксклюзивные права контракта Даниэля третьей стороне без ведома самого исполнителя. 10 мая Сеульский суд постановил, что Кан может расторгнуть контракт. Месяц спустя было объявлено, что исполнитель откроет своё собственное агентство для продвижения в будущем. Второе слушание прошло 26 мая после того, как LM решили обжаловать решение суда, но апелляция была официально отклонена 11 июля.
25 июля Даниэль выпустил свой дебютный мини-альбом Color on Me.

## Публичный имидж и влияние
Даниэль заметен за узнаваемость бренда и силу маркетинга, он был на вершине рейтингов самых популярных айдолов мужских групп и среди мужчин-моделей. В 2017 году он стал вторым самым предпочитаемым айдолом по версии корейского института Гэллапа.
В январе 2018 года Даниэль попал в список влиятельных лидеров индустрии по версии корейского издания Forbes, а в декабре попал в топ-5 списка самых предпочитаемых айдолов.
1 января 2019 года Даниэль завёл аккаунт в Instagram и набрал миллион подписчиков за 11 часов и 36 минут, побив аналогичный результат папы Римского; 3 января рекорд был официально внесён в Книгу рекордов Гиннесса. Корейский Forbes поместил Даниэля в топ-5 самых влиятельных знаменитостей года, и он стал единственным индивидуальным исполнителем среди групп.
12 июня стало известно, что Кан назначен официальным послом Пусана. Официальная церемония прошла 9 июля, в тот же день он сделал первый бросок на матче Lotte Giants и NC Dinos.

## Личная жизнь
5 августа 2019 года было объявлено, что Даниэль встречается с Чжихё из Twice; оба агентства подтвердили данную информацию. Пара состоит в отношениях с начала 2019 года. 9 ноября 2020 года JYP Entertainment объявили о том, что пара распалась из-за плотных графиков.

## Дискография

### Альбомы
Корейские:
- Color on Me (2019)
- Cyan (2020)
- Magenta (2020)
- Yellow (2021)
- The Story (2022)
- Retold (переиздание) (2022)
- Realiez (2023)

Японские:
- Joy Ride (2022)
- Re8el (2023)

Цифровые синглы:
- Touchin' (2019)
- Waves (2020)
- Paranoia (2021)
- Outerspace (2021)
- Ready to Ride (2022)
- TPIR (feat. MIYAVI) (2022)
- Wasteland (2023)
- Supernova (Japanese Version) (2023)

## Фильмография

### Телевизионные шоу
| Год     | Название                           | Телеканал | Роль              | Примечания                 | Ссылка |
| ------- | ---------------------------------- | --------- | ----------------- | -------------------------- | ------ |
| 2017    | Produce 101 (2 сезон)              | Mnet      | Участник          | Финалист                   | [ 32 ] |
| 2017    | Master Key                         | SBS       | Участник          | Эпизоды 1, 4–10            | [ 33 ] |
| 2017–18 | It's Dangerous Beyond the Blankets | MBC       | Участник          | 1 и 2 сезоны               | [ 34 ] |
| 2018    | Produce 48                         | Mnet      | Специальный гость | Эпизод 1 (вместе Чон Соми) | [ 35 ] |

## Награды и номинации
| Год  | Церемония                          | Номинация                                    | Что номинировано                        | Результаты |
| ---- | ---------------------------------- | -------------------------------------------- | --------------------------------------- | ---------- |
| 2017 | Fashionista Awards                 | Самый модный исполнитель (Восходящая звезда) | —                                       | Победа     |
| 2017 | SBS Entertainment Awards           | Лучший новичок (Развлекательное шоу)         | «Мастер-ключ»                           | Победа     |
| 2018 | MTN Broadcast Advertising Festival | Гран-при (Публика)                           | —                                       | Победа     |
| 2018 | Brand of the Year Awards           | Гран-при (Модель-мужчина в рекламе)          | —                                       | Победа     |
| 2018 | Elle Style Awards                  | Награда за лучшую обложку журнала            | —                                       | Победа     |
| 2018 | MBC Entertainment Awards           | Лучший новичок (Развлекательное шоу)         | «За пределами одеяла может быть опасно» | Победа     |
| 2019 | The Fact Music Awards              | Выбор фанатов N Star                         | —                                       | Победа     |
| 2019 | The Fact Music Awards              | Наибольшее количество голосов фанатов N Star | —                                       | Победа     |
| 2019 | The Fact Music Awards              | Зал славы N Star                             | —                                       | Победа     |